# Artūrs Garonskis
Artūrs Garonskis, oroszul: Артурс Янович Гаронскис (Riga, 1957. május 25. –) olimpiai ezüstérmes szovjet-lett evezős.

## Pályafutása
Az 1980-as moszkvai olimpián ezüstérmet szerzett kormányos négyesben, Dimants Krišjānis-szal, Dzintars Krišjānis-szal, Žoržs Tikmers-szel és Juris Bērziņšsal.

## Sikerei, díjai
- Olimpiai játékok – kormányos négyes
  - ezüstérmes: 1980, Moszkva